# Наводнение в Центральной Европе (2010)
Наводнение, возникшее в ряде стран Центральной Европы стало следствием продолжительных дождей в регионе и началось в ночь на 15 мая 2010 года. Затронуло Польшу, Чехию, Словакию, Венгрию, Украину, а также Австрию, Германию и Сербию.

## Польша
В Польше наводнение нанесло наибольший ущерб, ударив по южным и западным землям. 18 мая уровень воды в Висле в районе Кракова поднялся на 80 сантиметров выше уровня, зафиксированного во время наводнения 1997 года, а уже 20 мая премьер-министр Дональд Туск заявил, что уровень воды в реке является максимальным за последние 160 лет (7,75 метра при том, что береговые укрепления рассчитаны на 8).
В 100 км от Варшавы прорвало дамбу, из-за этого были затоплены 18 населенных пунктов, эвакуированы свыше 3,5 тысяч человек, погибли 22 человека. МЧС Украины отправило в Польшу спасательный отряд из 27 человек, а также 9 единиц техники, в том числе насосы высокой мощности.

## Сербия
Вода вышла из берегов рек на юге страны в общине Трговиште. В районе пропала электроэнергия и питьевая вода, перестала работать телефонная связь, были эвакуированы 300 человек, погибли 2 человека.

## Венгрия
Осадки в Венгрии достигли рекордного объёма с 1906 года: 150 л/м² течение трех дней. Худшая ситуация сложилась на севере и востоке страны, где было объявлено состояние стихийного бедствия. Эвакуировано 2 тысячи человек из Сентендре, Комарома, Эстергома, Пешта и Веспрема. Также была перекрыта автострада на юге страны, и прервана международная связь со Словакией на севере. Погибли 2 человека.

## Чехия
В Чехии больше пострадала Моравия, где в нескольких городах было объявлено чрезвычайное положение. Погибла 69-летняя пенсионерка из города Тршинец.

## Словакия
В Словакии наводнение больше всего затронуло восток и юг страны, несколько меньше север. Вода затопила трассу из Кошице на Венгрию. Погиб 62-летний мужчина из деревни Нитрянске Сучаны на востоке страны.

## Германия
22 мая в германской федеральной земле Бранденбург был объявлен первый уровень тревоги в связи с угрозой наводнения из-за подъёма воды в реках Одер и Нейсе. Позже[когда?] уровень угрозы был повышен до 4-го. До 28 мая наводнения не принесли больших разрушений, поскольку модернизированные после наводнения 1997 года дамбы выдерживали напор воды.

## Украина
На Украине наводнение затронуло частично Львовскую и Ивано-Франковскую, и в большей части Закарпатскую область: по состоянию на 21 мая в последней были подтоплены 20 сел, 260 хозяйств, 1850 гектаров земель. Сначала затопило Ужгородский, Иршавский и Перечинский районы, а позже[когда?] ещё и Мукачевский район .
Наводнение 2010 года считают крупнейшим в низинных районах Закарпатья с 1980-х годов. Причиной стали как мощные осадки (60 мм за почти двое суток), так и загрязненные водоотводы.

## Погибшие
| Страна   | Количество |
| -------- | ---------- |
| Польша   | 25         |
| Австрия  | 3          |
| Сербия   | 2          |
| Венгрия  | 2          |
| Словакия | 1+2        |
| Чехия    | 1+1        |
| Итого    | 34         |